# Listerfehrda
Listerfehrda ist ein Ortsteil der Stadt Zahna-Elster im Landkreis Wittenberg in Sachsen-Anhalt.

## Geografie
Listerfehrda liegt ca. 15 km südöstlich der Kreisstadt Lutherstadt Wittenberg.

## Geschichte
Listerfehrda war bis 1994 eine selbstständige Gemeinde im Landkreis Jessen, seitdem ist sie Teil des Landkreises Wittenberg. Seit 2005 gehörte sie zur Verwaltungsgemeinschaft Elbaue-Fläming. Am 1. Januar 2011 wurde der Ort in die neugebildete Stadt Zahna-Elster eingegliedert. Seitdem ist Listerfehrda Ortschaft und Ortsteil der Stadt.

## Politik
Ortsbürgermeister ist Eckhard Kase (Stand: 2024).

## Verkehr
Die Bundesstraße 187, die Lutherstadt Wittenberg und Jessen verbindet, führt direkt durch die Gemeinde.
Der nächstgelegene Bahnhof ist Elster (Elbe) an der Bahnstrecke Lutherstadt Wittenberg–Falkenberg/Elster.